# Plagiognathus alpinus
Plagiognathus alpinus är en insektsart som först beskrevs av Van Duzee 1916.  Plagiognathus alpinus ingår i släktet Plagiognathus och familjen ängsskinnbaggar. Inga underarter finns listade i Catalogue of Life.